# Parasiticus kembersi
Parasiticus kembersi is een mijtensoort uit de familie van de Parasitidae. De wetenschappelijke naam van de soort is voor het eerst geldig gepubliceerd door Oudemans.